# Wolfhelm von Brauweiler
Wolfhelm von Brauweiler (* um 1010 im Raum Köln; † 22. April 1091 in Brauweiler) war ein Abt der Benediktinerabtei Brauweiler bei Köln.
Der Adelsspross Wolfhelm trat 1036 in der Trierer Reichsabtei St. Maximin in den Benediktinerorden ein. Er lehrte an der Kölner Domschule, wo ihn Bischof Heribert zuerst ausgebildet hatte. Sein Onkel war der Abt Heinrich von St. Pantaleon. Dann wurde er selbst 1065 Abt in Brauweiler. Ihm gelang es, das Gut Klotten an der Mosel für sein Kloster gegen die Ansprüche des Kölner Bischofs zu sichern.
Im Liber Contra Wolfelmum griff ihn Manegold von Lautenbach wegen Häresie an. Wolfhelm hatte ihn nach 1080 besucht und im Klostergarten in ein Streitgespräch zu Macrobius’ Buch über Ciceros De re publica und dessen Deutung vom Traum des Scipio (VI. Buch) verwickelt. Allbeseelung der Natur und Seelenwanderung nach Pythagoras seien falsche Lehren, das Interesse an Zahlen in und hinter der Natur führe von Gott weg. „Gott will nicht, dass der Mensch den Lauf der Sterne und das Zusammentreffen der Planeten erforscht.“ Wolfhelm sei Platonist und stehe den heidnischen Philosophen zu nahe. Außerdem war er Anhänger von König Heinrich IV. im Investiturstreit und damit für Manegold nach Kurt Flasch des unchristlichen Cäsaropapismus (S. 119).
Wolfhelm schrieb einen Brief an Meginhard von Gladbach gegen die Abendmahlslehre des Berengar von Tours. Dieser hatte geäußert: „Wenn die Mäuse die geweihte Hostie fressen, bleibt Christus in ihnen und sie in ihm.“ Dies wies Wolfhelm als Irrlehre (eins mit der romtreuen Mehrheit der Theologen) zurück.
Der Mönch Konrad von Brauweiler schrieb um 1110 eine Biografie, die der Hagiographie zuzurechnen ist. Wolfhelm wird als bis heute als Seliger verehrt. Das Gymnasium in Waldniel trägt seinen Namen, das Gymnasium St. Wolfhelm.
Seine Schwester Bertha war Nonne in der Abtei Vilich.

## Einzelbelege
1. ↑  Epistula de sacramento eucharistiae, in: Vita Wolfhelmi des Conradus, MGH SS XII, S. 185f.

Thomas von Aquin (1225 bis 1274) in „Summe der Theologie“: „Mag auch ein Hund oder eine Maus die konsekrierte Hostie essen, Christi Leib bleibt gegenwärtig, solange die Gestalt bleibt“. Der entscheidende Unterschied: Bei einem solchen Tier, so Thomas, könne sich nicht die sakramentale Wirkung der eucharistischen Gestalten entfalten. Dafür fehlten das gläubige Verstehen und damit der Bezugspunkt, den Leib Christi als Leib Christi zu empfangen. Wo also kein Glaube ist, da gibt es auch kein Sakrament. Kommunion
2. ↑  C. Stephen Jaeger: The Envy of Angels: Cathedral Schools and Social Ideals in Medieval Europe, 950–1200. University of Pennsylvania Press, 1994, ISBN 978-0-8122-1745-2 (google.de [abgerufen am 25. Januar 2022]).
3. ↑  Wolfhelm von Brauweiler – Ökumenisches Heiligenlexikon. Abgerufen am 25. Januar 2022.

| Personendaten    | Personendaten                                 |
| ---------------- | --------------------------------------------- |
| NAME             | Wolfhelm von Brauweiler                       |
| ALTERNATIVNAMEN  | Wolfelmus                                     |
| KURZBESCHREIBUNG | Abt der Benediktinerabtei Brauweiler bei Köln |
| GEBURTSDATUM     | um 1010                                       |
| GEBURTSORT       | Raum Köln                                     |
| STERBEDATUM      | 22. April 1091                                |
| STERBEORT        | Brauweiler                                    |